# 부반멋
부반멋(베트남어: Vũ Văn Mật / 武文密 무문밀, 1493년 ~ 1571년)은 대월 후 레 왕조의 장수, 버우 주의 제2대 군주(재위: 1557년 ~ 1571년)이다. 가국공(베트남어: Gia Quốc Công / 嘉國公)을 칭했으며, 뚜옌꽝(宣光) 지방을 지키며 후 레 왕조를 도와 막 왕조에 대항하였고, 뚜옌꽝 지방의 세습 지위를 가졌다.

## 생애
부반멋은 후 레 왕조 시기 가록(嘉祿) 파동(巴東) 사람이다. 약 20세기 초에 작성된 《남국위인전(南國偉人傳)》에 따르면 부반멋은 부반우옌의 동생이고, 부반우옌 사후에 뒤를 이어 무리를 거느렸다고 한다. 이와 달리 《대월사기전서·본기속편(本紀續編)·여기(黎紀)·중종무황제기(中宗武皇帝紀)》및《흠정월사통감강목(欽定越史通鑑綱目)》등 사서에 따르면 부반멋은 원래 뚜옌꽝(宣光)의 토장(土將)이었으며, 1551년에 막 왕조에 대한 전쟁에 참여하였다. 기록에는 '태사(太師) 양국공(諒國公) 찐끼엠이 막 왕조의 항장(降將) 레바리(黎伯驪)와 부반멋 등을 시켜 경사(京師, 탕롱)로 진격해 압박하게 하였다. 막푹응우옌은 금성(金城, 현재의 하이즈엉성 낌타인현)으로 달아났고, 막낀디엔을 도통사(都總師)로 삼아 남겨두어 병사를 이끌고 막고 지키게 하였다.'라고 적혀 있다.
또한 베트남 사서의 기록에 따르면 부반멋은 본래 뚜옌꽝을 진수하였다가 후 레 왕조를 위하여 막 왕조를 치는 데 공을 세워 세습(世襲)할 권리를 획득하였다고 한다. 《대월사기전서·본기속편(本紀續編)·여기(黎紀)·현종목황제(玄宗穆皇帝)》의 기록에는 '처음에, 뚜옌꽝 안북영(安北營, 安西로 적은 기록도 있음)의 가국공(베트남어: Gia Quốc Công / 嘉國公) 부반멋은 회복한 날에 병사를 이끌고 의를 좇아 여러 차례 공로가 있었다. 이전 조정에서 뚜옌꽝 지방을 계속 지키게 하였고, 대대로 지키며 전습(傳襲)하도록 허락하였다.'라고 적혀 있다. 《남국위인전(南國偉人傳)》또한 그가 재위할 때 뚜옌꽝진은 매우 번영하는 상황으로, '상려(商旅)가 몰려들고 사서(士庶)는 번성하니, 낙토(樂土)라 일컬었다'고 적고 있다. 부반멋 이후 아들 부꽁끼가 뒤를 이었다.

## 참고 문헌
- 吳士連等. 《《大越史記全書》》 (중국어). 陳荊和編校. 東京大學東洋文化硏究所附屬東洋學文獻センター（昭和59－61年）（1984－1986）.
- 《《南國偉人傳》，收錄於《越南漢文小說叢刊》第一輯第七冊《筆記小說類》）》 (중국어). 臺北: 臺灣學生書局（民國七十六年）（1987年）.
- “Hội Bảo tồn Di sản chữ Nôm─潘清簡等《欽定越史通鑑綱目》正編卷之二十七至二十八”.[깨진 링크]
- “Hội Bảo tồn Di sản chữ Nôm─潘清簡等《欽定越史通鑑綱目》正編卷之三十三至三十六”.[깨진 링크]

| 전 임 부반우옌 | 제2대 대월 후 레 왕조 버우 주의 군주 1557년 ~ 1571년 | 후 임 부꽁끼 |